# Headwall Lakes
Headwall Lakes är sjöar i Kanada.   De ligger i provinsen Alberta, i den centrala delen av landet, 3 000 km väster om huvudstaden Ottawa. Headwall Lakes ligger 2 301 meter över havet.
I omgivningarna runt Headwall Lakes växer i huvudsak barrskog. Trakten runt Headwall Lakes är nära nog obefolkad, med mindre än två invånare per kvadratkilometer.